# Kraam (ätt)
Kraam var en dansk och svensk uradelssläkt, som först är känd i  Varbergs och Halmstads slottslän, samt i Sjuhäradsbygden från mitten av 1300-talet. I Sjuhäradsbygden nämns släkten först i Ås härad och därefter i herresätet Vinsatorp (nu Gamlegården) i Böne socken i Redvägs härad. och senare nämns sätesgården Nya Vinsarp (äldre Nya Vinsatorp) i Dalums socken i södra Västergötland. Från ätten Kraam härstammar sannolikt Vinstorpa III.
Vapen
Ursprungligt vapen: En lilja. Senare vapen: Kluven, i fält en utväxande halv lilja, och två balkar.

## Historia
Under medeltiden blomstrade ätten Kraam i norra Sjuhäradsbygden och Norra Halland. Sambandet mellan ätten Kraam och Vinstorpaätterna är inte helt klarlagt förutom att de förde liknande vapensköldar. Ätterna varierade vapensköldarnas utseende så att två samtida personer aldrig förde helt lika vapen. Dessutom fördes ofta vapnen vidare även på spinnsidan. Odde Kraam, som av del historiker tros vara identisk med den egentliga Vinstorpaättens stamfader, Udd Mattson, förde ätten Kraams lilja i vapnet, men hans söner kom att föra sin mors vapen från Vinstorpaätten: Kluven, i fält en utväxande halv lilja, och två balkar. 
Ättens sista medlem omnämndes 1514.
Sätesgårdar inom ätten
I slutet av 1400-talet flyttades sätesgården Vinsarp i Böne socken 2 kilometer söderut till Tummatorp i Dalums socken, efter 1473 kallad Nya Vinsatorp (Nya Winzatorp. nu Vinsarp). 
Gamla Vinsatorp (nu Gamlegården) nämns första gången 1323 då Sigge Djäkne köpte gården av Haldor Kase. Gården gick i arv till dotterdottern Ingrid Karlsdotter (en bjälke) tillhörande Lars Björnssons ätt (förde vapen med röd bjälke) som kallades fru Ingrid i Vinstorp. Hon gifte sig med Udd Mattson. 
Ett år innan Udd Mattson nämns i en källa förekommer 1363 Odde Kraam i Bogesund (Ulricehamn). Såväl Odde Kraam som Udd Mattsons hade en son vid namn Bengt  vilken ägde en gård i Brismene socken i Frökinds härad, vilket antyder att det rör sig om en och samma person som gått under olika namnformer och stavning. 

## Medlemmar ur släkten
- Oddo Kraam (Udd Kraam) känd efter 1283.
- Udd Mattsson (Kraam) förlänad Bogesund 1371 februari 15.[5]
- Bengt Uddsson till Vinstorp. Var riksråd och bosatt på herrgården i Dalums socken, gift med Kristina Staffansdotter. Blev ihjälslagen i Västergötland av upprorsledaren Erik Puke under Engelbrektsupproret vintern 1436—1437.